# カヘティア人

カヘティの位置

カヘティア人またはカヘティ人（カヘティアじん、ジョージア語: კახელები、英語: Kakhetians）とは、主にジョージアのカヘティ州に定住するジョージア人。

## 概要
歴史的にカヘティ州はカヘティ王国などの独立国家が興り、グルジア王国に組み込まれたり、カルトリ王国と統合してカルトリ・カヘティ王国を建国するなど、ジョージアの中でも独自性の強い文化や歴史が残っている。